# Drive: Refueled
Drive: Refueled – drugi album remiksowy brytyjskiego DJ-a i producenta muzycznego Garetha Emeryego. Wydany został 3 marca 2015 roku przez wytwórnię płytową Garuda.

## Lista utworów
Opracowano na podstawie materiału źródłowego.
CD 1
| 1.  | „Beautiful Rage” (gościnnie: LJ Ayrten)                            | 5:46    |
|     |                                                                    |         |
| 2.  | „Long Way Home” (Cosmic Gate Remix)                                | 6:04    |
|     |                                                                    |         |
| 3.  | „Firebird” (Grum Remix)                                            | 5:58    |
|     |                                                                    |         |
| 4.  | „Million Years” (gościnnie: Asia Whiteacre) (James Egbert Remix)   | 5:29    |
|     |                                                                    |         |
| 5.  | „Dynamite” (gościnnie: Christina Novelli) (Walden Remix)           | 5:24    |
|     |                                                                    |         |
| 6.  | „Entrada” (BL3R Remix)                                             | 5:08    |
|     |                                                                    |         |
| 7.  | „Javelin” (gościnnie: Ben Gold) (Juventa Remix)                    | 5:31    |
|     |                                                                    |         |
| 8.  | „Soldier” (gościnnie: Roxanne Emery) (Luke Bond Remix)             | 6:11    |
|     |                                                                    |         |
| 9.  | „Lights & Thunder” (gościnnie: Krewella) (Omnia Remix)             | 6:01    |
|     |                                                                    |         |
| 10. | „Eye of the Storm” (gościnnie: Gavin Beach) (Craig Connelly Remix) | 6:51    |
|     |                                                                    |         |
| 11. | „U” (gościnnie: Bo Bruce) (Bryan Kearney Remix)                    | 7:46    |
|     |                                                                    |         |
|     |                                                                    | 1:06:09 |
|     |                                                                    |         |
CD 2
| 1.  | „Dynamite” (gościnnie: Christina Novelli) (MaRLo Remix)         | 6:15    |
|     |                                                                 |         |
| 2.  | „Eye of the Storm” (gościnnie: Gavin Beach) (Stadiumx Remix)    | 5:52    |
|     |                                                                 |         |
| 3.  | „Eye of the Storm” (gościnnie: Gavin Beach) (BL3R Remix)        | 3:29    |
|     |                                                                 |         |
| 4.  | „Javelin” (gościnnie: Ben Gold) (Carl Nunes Remix)              | 4:00    |
|     |                                                                 |         |
| 5.  | „Lights & Thunder” (gościnnie: Krewella) (Deorro Remix)         | 5:37    |
|     |                                                                 |         |
| 6.  | „Lights & Thunder” (gościnnie: Krewella) (R3hab Remix)          | 4:17    |
|     |                                                                 |         |
| 7.  | „Lights & Thunder” (gościnnie: Krewella) (Darren Styles Remix)  | 5:05    |
|     |                                                                 |         |
| 8.  | „U” (gościnnie: Bo Bruce) (W&W Remix)                           | 4:39    |
|     |                                                                 |         |
| 9.  | „U” (gościnnie: Bo Bruce) (Sunnery James & Ryan Marciano Remix) | 4:33    |
|     |                                                                 |         |
| 10. | „U” (gościnnie: Bo Bruce) (Coone Remix)                         | 6:30    |
|     |                                                                 |         |
| 11. | „U” (gościnnie: Bo Bruce)[a]                                    | 3:58    |
|     |                                                                 |         |
| 12. | „Dynamite” (gościnnie: Christina Novelli)[a]                    | 3:03    |
|     |                                                                 |         |
| 13. | „Long Way Home”[a]                                              | 6:58    |
|     |                                                                 |         |
|     |                                                                 | 1:04:16 |
|     |                                                                 |         |

## Historia wydania
| Państwo           | Data         | Format           | Wytwórnia | Źródło |
| ----------------- | ------------ | ---------------- | --------- | ------ |
| Stany Zjednoczone | 3 marca 2015 | Digital download | Garuda    | [ 1 ]  |